# Briseñas (kommun)
Briseñas är en kommun i Mexiko.   Den ligger i delstaten Michoacán de Ocampo, i den centrala delen av landet, 400 km väster om huvudstaden Mexico City. Antalet invånare är 3 857. Arean är 68 kvadratkilometer.
Terrängen i Briseñas är en högslätt.
Följande samhällen finns i Briseñas:
- Briseñas
- Paso de Hidalgo